# Ejido el Cristo
Ejido el Cristo är en ort i Mexiko, tillhörande Naucalpan de Juárez kommun i delstaten Mexiko. Ejido el Cristo ligger i den centrala delen av landet och tillhör Mexico Citys storstadsområde. Orten hade 437 invånare vid folkmätningen 2010. 2020 hade befolkningen sjunkit till 301 personer.